# Babbington
Babbington – osada w Anglii, w hrabstwie Nottinghamshire. Leży 10 km na zachód od miasta Nottingham i 182 km na północny zachód od Londynu.